# Anne Bonny
Anne Bonny (County Cork, Ierland, circa 1698 – circa 25 april 1782), geboren als Anne Cormac, was een Ierse piraat. Over haar leven is weinig met zekerheid te zeggen. De meeste kennis omtrent Anne Bonny is afkomstig van het boek A General History of the Robberies and Murders of the Most Notorious Pyrates (1724) van kapitein Charles Johnson.

## Biografie
Anne Bonny werd geboren als bastaardkind van de jurist William Cormac en van Mary Brennan, de dienstmeid van het gezin. Cormac verhuisde naar Londen om daar Anne groot te brengen, waarbij hij deed alsof zij een jongen was zodat hij haar kon opleiden tot kantoorklerk. Toen zijn vrouw dit ontdekte, kwam hij echter in de problemen en een echtscheiding volgde. Hij nam de voogdij over Anne op zich en zette zijn leven voort met zijn nieuwe gezin, maar dit kostte hem vele cliënten, waarna het gezin emigreerde naar Charleston. Daar verdiende hij geld in de handel, waarmee hij eerst een huis in de stad en later een plantage buitenaf kon kopen. Hij heeft een poging gedaan zijn oude beroep van advocaat weer op te pakken, maar hij bleek succesvoller te zijn als handelaar. Toen Anne 13 jaar oud was, overleed Mary.
Cormac had een huwelijkskandidaat voor zijn dochter gevonden, maar Anne trouwde met John Bonny. Omdat Cormac tegen dit huwelijk was, stuurde hij Anne weg. Het huwelijk liep echter slecht en Bonny had moeite met het onderhouden van zijn vrouw. Hij nam haar mee naar New Providence en daar werd hij informant voor de nieuwe gouverneur Woodes Rogers. De twee echtelieden groeiden nog verder uit elkaar en Anne liet haar oog vallen op John Rackham alias Calico Jack. Rackham bood John Bonny geld aan om van Anne te scheiden, maar dit bod werd afgewezen. Hierna kaapten Anne en Rackham in augustus 1720 samen met een handvol van zijn oude vrienden een schip.

### Mary Read
Anne werd geaccepteerd als vrouwelijk bemanningslid. Na een aantal succesvolle rooftochten werd de bemanning van een ander schip overgenomen, en een van de nieuwe scheepsmaten bleek uitzonderlijk goed te zijn in zwaardvechten en schieten. Toen Anne toenadering tot deze scheepsmaat zocht, ontdekte zij dat het om een vrouw ging, Mary Read. Anne besloot dit geheim te houden voor Rackham en de bemanning. Uiteindelijk moest ze het geheim alsnog prijsgeven, omdat Rackham jaloers werd op de goede relatie tussen Anne en de scheepsmaat; hij dacht immers dat het een man was. Na het bekend worden van het geheim, werd ook Mary geaccepteerd door de bemanning.
Het is overigens ook aannemelijk dat Mary al eerder bevriend was met Anne en zelfs meewerkte aan het kapen van het schip in augustus.

### Arrestatie
De gouverneur had inmiddels kapitein Jonathan Barnet achter hen aangestuurd. Op 15 november 1720 werden ze gearresteerd; alleen Anne en Mary verdedigden zich tegen hun gevangenname, want de rest van de bemanning lag dronken te slapen. Rackham en de bemanning werden terechtgesteld middels de galg. Anne en Mary bleken zwanger te zijn, waardoor hun executie werd omgezet in gevangenschap. Bij Anne was vrijwel zeker Rackham de vader van het kind; bij Mary was de vader onbekend, maar waarschijnlijk was het ook hier Rackham.
De dag voor de terechtstelling heeft Anne Bonny haar man Rackham opgezocht en hem het volgende gezegd:

Als je gevochten had als een man, had je nu niet gehangen als een hond!

Mary overleed een jaar later in gevangenschap. Anne zou zijn vrijgelaten, waarschijnlijk dankzij haar vader, waarna ze naar Charleston is teruggekeerd. Daar trouwde ze en kreeg ze kinderen. Het is echter ook mogelijk dat ze in de gevangenis is overleden.
- Gemeinsame Normdatei: 11931813X
- International Standard Name Identifier: 0000 0000 7903 1360
- Library of Congress Control Number: n82148900
- Nationale Bibliotheek van Tsjechië: mzk2010569633
- Nederlandse Thesaurus van Auteursnamen: 13099927X
- Système universitaire de documentation: 235525014
- Virtual International Authority File: 120615894
- WorldCat: E39PBJjdjWHgVFvcYCk7tG78md